# Іванівська сільська рада (Кобеляцький район)
Іванівська сільська рада — колишній орган місцевого самоврядування у Кобеляцькому районі Полтавської області з центром у c. Іванівка.

## Населені пункти
Сільраді були підпорядковані населені пункти:
- c. Іванівка